# Bracon concavus
Bracon concavus är en stekelart som beskrevs av Vladimir Ivanovich Tobias 1957. Bracon concavus ingår i släktet Bracon och familjen bracksteklar. Inga underarter finns listade.